# 塔斯基吉大学
塔斯基吉大学（Tuskegee University）是一所美国私立的傳統黑人大學，位于亚拉巴马州塔斯基吉。2019年《美國新聞與世界報道》將其列在南方地区大学排名中的第95位、傳統黑人大學中第15位。

## 历史

### 规划与建立

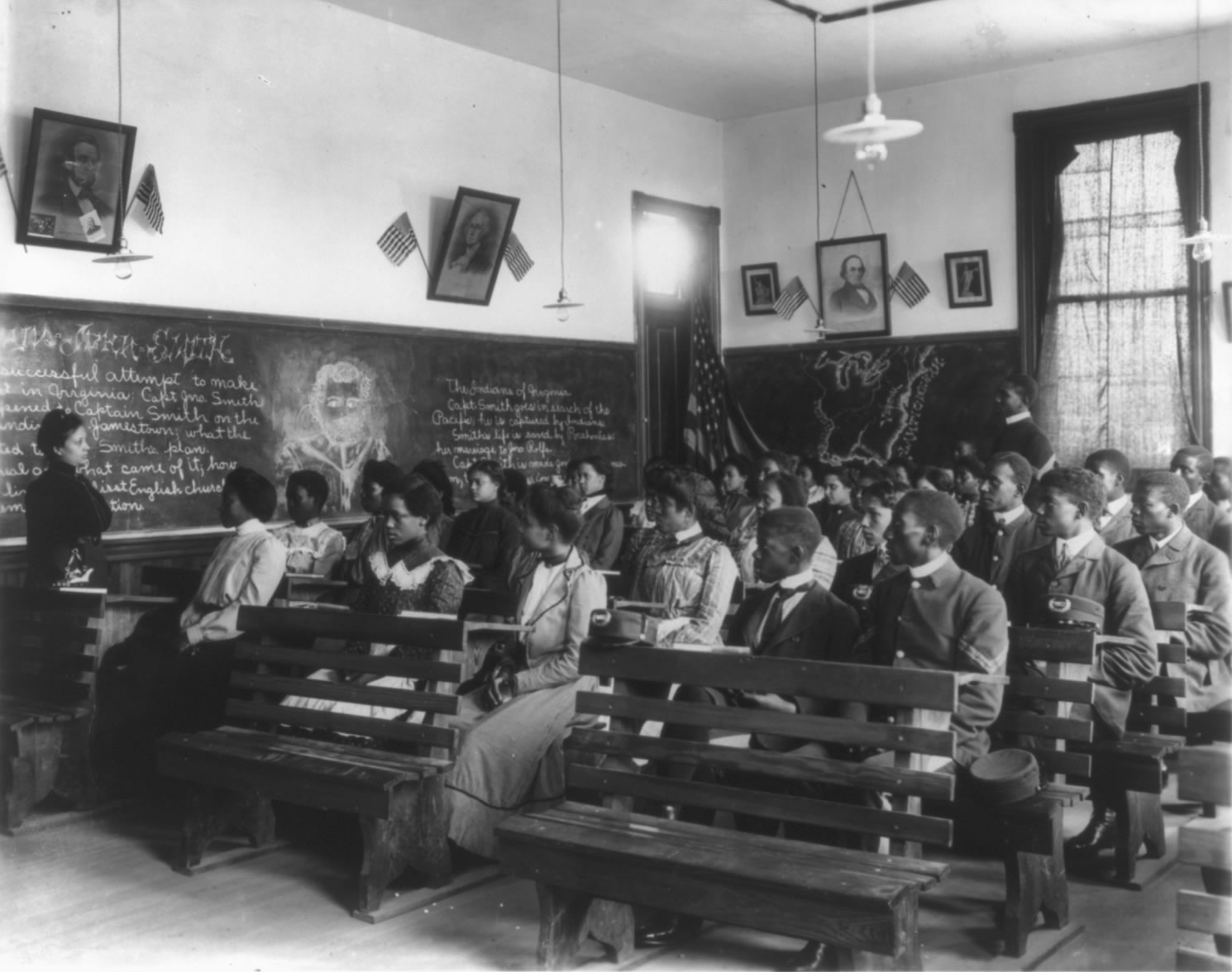
1902年的教室

这所学校是一位过去的奴隶刘易斯·亚当斯，和一位过去的奴隶主乔治·坎贝尔的梦想。刘易斯·亚当斯虽然没有接受过正规教育，但是能够读、写、说几种语言。他曾经做过洋铁匠、马具制造者、和鞋匠。
在美国内战之后的重建时期，南方相当穷困。许多黑人都是文盲，缺乏劳动技能，亚当斯特别关心，没有教育，新近取得自由的奴隶将无法养活自己。一位商人、银行家坎贝尔也有同样的想法，他只有过短暂的教育经历，但总是乐于贡献自己所有的财力和努力，来使学校取得成功。
1932年至1972年，塔斯基学院与美国政府合作，展开了梅毒试验，研究故意不给予治疗的梅毒患者所受到的影响，严重违反了医学伦理，在美国社会造成恶劣影响。

### 第二次世界大战
1941年，为了训练黑人飞行员，在塔斯基吉学院成立了美国空军的一个训练中队。这些飞行员称为塔斯克基飞行员。 

## 校园
大学校园属于塔斯基吉研究所国家历史保护区（Tuskegee Institute National Historic Site）。

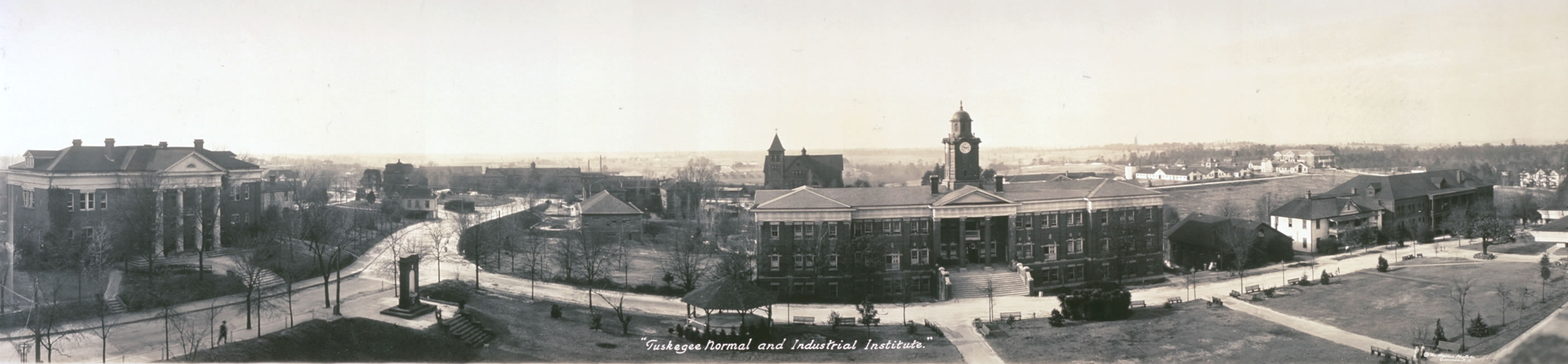
1916年的校园